# フアト・パシャ

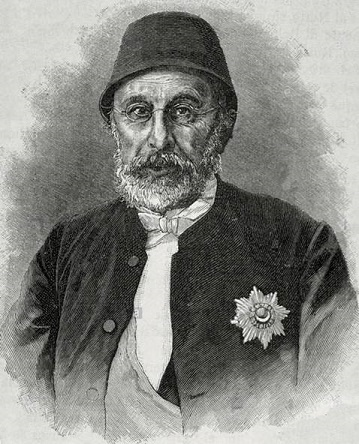
メフメト・フアト・パシャ

メフメト・フアト・パシャ（トルコ語: Mehmet Fuat Paşa, 1815年 - 1869年）はオスマン帝国における「タンジマート（恩恵改革）の時代」の政治家、外交官。

## 人物略歴
タンジマート後期を代表する実務官僚（キャーティプ）。
オスマン帝国で最初に設立された医学校（1827年設立）を卒業したのち、外交官として活躍した。タンジマート改革を始動させたムスタファ・レシト・パシャに見いだされて外務大臣職を務め、1861年には大宰相に任じられた。その後も常に政府高官の要職にあってレシト･パシャ死去後の政界を、同い年の盟友アーリ・パシャと共に担い、地方王朝の分離を阻止すべく帝国の再統合に尽力した。第二段階に入ったタンジマートは、この2人を中心に新法典、教育制度、土地法を核とする踏み込んだ改革政策が進められた。1867年、スルタンのアブデュルアズィズにしたがってヨーロッパ諸国を歴訪したが、帰国後は病に伏した。1869年、療養先の南仏ニースで死去した。